# Crucianella disticha
Crucianella disticha är en måreväxtart som beskrevs av Pierre Edmond Boissier. Crucianella disticha ingår i släktet Crucianella och familjen måreväxter. Inga underarter finns listade i Catalogue of Life.